# Kombissiri
Kombissiri là một tổng thuộc  tỉnh Bazéga  ở miền trung Burkina Faso. Thủ phủ là thị xã Kombissiri. Theo điều tra dân số năm 1996, tổng này có tổng dân số 64.479 người..